# HOXB9
HOXB9 (англ. Homeobox B9) – білок, який кодується однойменним геном, розташованим у людей на короткому плечі 17-ї хромосоми. Довжина поліпептидного ланцюга білка становить 250 амінокислот, а молекулярна маса — 28 059.
| 10         |  | 20         |  | 30         |  | 40         |  | 50         |
| ---------- |  | ---------- |  | ---------- |  | ---------- |  | ---------- |
| MSISGTLSSY |  | YVDSIISHES |  | EDAPPAKFPS |  | GQYASSRQPG |  | HAEHLEFPSC |
| SFQPKAPVFG |  | ASWAPLSPHA |  | SGSLPSVYHP |  | YIQPQGVPPA |  | ESRYLRTWLE |
| PAPRGEAAPG |  | QGQAAVKAEP |  | LLGAPGELLK |  | QGTPEYSLET |  | SAGREAVLSN |
| QRPGYGDNKI |  | CEGSEDKERP |  | DQTNPSANWL |  | HARSSRKKRC |  | PYTKYQTLEL |
| EKEFLFNMYL |  | TRDRRHEVAR |  | LLNLSERQVK |  | IWFQNRRMKM |  | KKMNKEQGKE |
|            |  |            |  |            |  |            |  |            |

A: Аланін

C: Цистеїн

D: Аспарагінова кислота

E: Глутамінова кислота

F: Фенілаланін

G: Гліцин

H: Гістидин

I: Ізолейцин

K: Лізин

L: Лейцин

M: Метіонін

N: Аспарагін

P: Пролін

Q: Глутамін

R: Аргінін

S: Серин

T: Треонін

V: Валін

W: Триптофан

Кодований геном білок за функціями належить до білків розвитку, фосфопротеїнів. 
Задіяний у таких біологічних процесах, як транскрипція, регуляція транскрипції. 
Білок має сайт для зв'язування з ДНК. 
Локалізований у ядрі.